# Coquillettidia versicolor
Coquillettidia versicolor är en tvåvingeart som först beskrevs av Edwards 1913.  Coquillettidia versicolor ingår i släktet Coquillettidia och familjen stickmyggor. Inga underarter finns listade i Catalogue of Life.